# Jesiel Cardoso Miranda
Jesiel Cardoso Miranda, oder einfach Jesiel (* 5. März 1994 in Cândido Mota), ist ein brasilianischer Fußballspieler.

## Karriere
Jesiel erlernte das Fußballspielen in den Jugendmannschaften von Red Bull Brasil und Atlético Mineiro. Von 2012 bis Ende 2019 stand er bei Atlético Mineiro aus Belo Horizonte unter Vertrag. Von März 2016 bis Juni 2016 wurde er an Clube Atlético Bragantino nach Bragança Paulista ausgeliehen. Die ersten drei Monate im Jahr 2018 spielte er ebenfalls auf Leihbasis in Mirassol beim Mirassol FC. Paraná Clube, ein Verein aus Curitiba, lieh ihn von April 2018 bis Dezember 2018 aus. Die Saison 2019 lieh ihn Kawasaki Frontale aus. Der Club aus Japan spielte in der höchsten Liga des Landes, der J1 League. Für Frontale stand er 15-mal auf dem Spielfeld. Nach Leihende wurde er Anfang 2020 von Kawasaki Frontale fest verpflichtet. Im gleichen Jahr feierte er mit Frontrale die japanische Meisterschaft und den Gewinn des Emperor’s Cup. Das Finale am 1. Januar 2021 gewann man gegen Gamba Osaka mit 1:0. Das Spiel um den Supercup gewann er mit Frontale am 20. Februar 2021 mit 3:2 gegen Gamba Osaka. Die Saison 2021 wurde er mit Frontale erneut japanischer Meister.  Am Saisonende 2022 wurde er mit Frontale Vizemeister. Am 9. Dezember 2023 stand er mit Frontale im Finale des japanischen Pokals. Hier besiegte man Kashiwa Reysol mit 8:7 im Elfmeterschießen.

## Erfolge
Atlético Mineiro
- Staatsmeisterschaft von Minas Gerais: 2015, 2017

Kawasaki Frontale
- Japanischer Ligapokalsieger: 2019
- Japanischer Supercupsieger: 2019, 2021
- Japanischer Meister: 2020, 2021
- Japanischer Vizemeister: 2022
- Japanischer Pokalsieger: 2020, 2023